# Lieux et monuments de Kotka
Cet article liste des lieux et monuments de la ville de Kotka en Finlande:

## Architecture et urbanisme

### Églises
- Église d'Haapasaari
- Église de Kotka
- Église libre de Kotka (fi)
- Église de Kymi
- Chapelle de Laajakoski (fi)
- Église de Langinkoski
- Chapelle de Metsäkulma (fi)
- Chapelle de Parikka (fi)
- Église Saint-Nicolas de Kotka
- Église de Ruonala (fi)

### Bâtiments
- Tour de Haukkavuori
- Manoir de Kymi
- Manoir de Karhula
- Forteresse de Kymi
- Redoute Kotka
- Forteresse de Ruotsinsalmi
- Hôpital central de la vallée de la Kymi
- Hôpital de Kotkansaari
- Mairie de Kotka
- Maison de la justice
- Maison de vente en gros de Kotka
- Ancienne caserne des pompiers
- Papeterie de Hovinsaari
- Sunila
- Sunilan pirtti (fi)
- Maison Stella
- Cartonnerie de Karhula (fi)
- Palais du cinéma (fi)
- Centrale de Koivukoski
- Centrale de Korkeakoski

- Brasserie à vapeur
- Papèterie de Kotka (fi)
- Laivurinkatu 7
- Vuorelankulma
- Maison Heiliö
- Villa Sandelius (fi)
- Maison des travailleurs de Tiutinen
- Immeuble de la Pohjoismainen Yhdyspankki

### Sports
- Piscine de Karhula
- Patinoire de Kotka
- Salle de sport de Ruonala
- Arène Steveco
- Piscine de Katariina
- Golf de Mussalo (fi)
- Terrain de sport de Puistola
- Parc sportif de Karhula

### Transports
- Gare de Juurikorpi
- Gare de Kymi
- Gare de Kotka
- Gare du port de Kotka
- Ligne Karhula–Sunila
- Ligne Kouvola–Kotka
- Port de Hamina-Kotka
- Port de Halla
  - Kotkan Satama
  - Port d'Hietanen
  - Port de Mussalo
- Aérodrome de Kymi
- Pont de Norssalmi
- Route royale
- Seututie 170
- Seututie 352
- Seututie 355
- Seututie 357
- Valtatie 15
- Valtatie 7
- Yhdystie 3571
- Yhdystie 3573
- Yhdystie 3582
- Yhdystie 3712

## Lieux

### Parcs et jardins
- Parc du bizut
- Parc Isopuisto
- Jokipuisto
- Parc maritime de Katariina
- Promenade des sculptures de Kotka
- Redoute Kotka
- Parc aquatique de Sapokka
- Parc de Sibelius (Kotka)
- Parc Toivo Pekkanen
- Parc du mont de la tour d'incendie
- Parc national du Golfe de Finlande oriental
- Parc national de Valkmusa

### Lacs et cours d'eau
- Kymijoki
- Nummenjoki
- Ahvionkoski
- Kultaankosket
- Langinkoski
- Pernoonkoski
- Kaarniemenlahti
- Koivusaaren lampi
- Kyminlinnan lampi
- Laajakoskenjärvi
- Rapakivenjärvi
- Saarijärvi
- Äijönvuorenlampi

## Culture

### Éducation
- École centrale de Kotka
- École de Hovinsaari
- École de Karhula
- École suédoise de Kotka (fi)
- Lycée de Kotka
- Lycée professionnel (fi)
- Université du Sud-Est de la Finlande
- École de commerce de Kotka (fi)
- Université d'été de la vallée de la Kymi (fi)
- Suomen sahateollisuuskoulu

### Musées
- Centre des bateaux en bois
- Musée de l'aviation (fi)
- Musée du basket (fi)
- Musée de la vallée de Kymi (fi)
- Langinkoski
- Maretarium
- Centre maritime de Vellamo
- Musée de la Garde côtière (fi)
- Musée maritime de Finlande
- Brise-glace Tarmo

### Autres
- Bibliothèque municipale de Kotka
- Institut de musique de Kotka (fi)
- Maison des concerts de Kotka
- Théâtre municipal de Kotka